# Helen Taft
Helen Louise Herron Taft (ur. 2 czerwca 1861 w Cincinnati, zm. 22 maja 1943 w Waszyngtonie) – pierwsza dama Stanów Zjednoczonych w latach 1909–1913, jako żona prezydenta Williama Tafta.

## Życiorys
Helen Herron urodziła się 2 czerwca 1861 w Cincinnati, jako czwarte dziecko prawnika Johna Williamsona Herrona. Miała dziesięcioro rodzeństwa, a w domu rodzinnym była nazywana „Nellie”. Ukończyła prywatną szkołę dla dziewcząt (Miss Nourse's School, znaną jako The Nursery), lecz nie podjęła studiów na uniwersytecie. Swojego przyszłego męża Williama Tafta poznała około 1879, kiedy to wspólnie zjeżdżali na sankach na górze Mount Auburn. Początkowo uważała, że nie jest on odpowiednią partią na męża, i dwukrotnie odrzuciła jego oświadczyny. W 1885 Taft ponownie starał się o jej rękę i tym razem został przyjęty. Ich ślub odbył się rok później.
Po trwającej trzy miesiące podróży poślubnej po Europie powrócili do Stanów Zjednoczonych i zamieszkali w rodzinnym Cincinnati. Nellie zajmowała się tam promowaniem kultury i założyła w tym celu Cincinnati Orchestra Association. W 1890 Taftowie przenieśli się do Waszyngtonu, gdzie przez kilka lat William pełnił rolę prawnika reprezentującego rząd amerykański przez Sądem Najwyższym. W 1900 Taft został mianowany gubernatorem Filipin, więc wraz z żoną przeniósł się do Manili. W 1903 Taft był faworytem prezydenta Roosevelta do objęcia wakatu w Sądzie Najwyższym. Taft zawsze pragnął tego stanowiska, jednak sprzeciw Helen spowodował, że odrzucił ofertę. Niecałe pół roku później William otrzymał propozycję objęcia funkcji sekretarza wojny i, idąc za radą żony, przyjął to stanowisko. Nellie zależało na właściwym torze kariery politycznej męża, gdyż chciała, by był on naturalnym kandydatem w wyborach prezydenckich w 1908. W tym także celu wydawała wystawne przyjęcia dla waszyngtońskiej elity. W 1908 jej mąż otrzymał nominację Partii Republikańskiej na prezydenta.
Na dzień przed zaprzysiężeniem Taftowie wprowadzili się do Białego Domu. Nowa pierwsza dama wprowadziła tam nowe porządki, jak wymiana personelu, zamiana salonów do spotkań publicznych na prywatne pokoje i sprowadzenie mebli i kwiatów z Filipin. Większość jej zmian była krytykowana przez elitę stolicy, która twierdziła, że Helen Taft traktuje Biały Dom jak pałac w Manili. Ponadto Nellie wprowadziła wieczory artystyczne i zasadziła 80 drzew wiśni nad brzegiem Potomaku.
Helen Taft bardzo aktywnie włączała się w sprawy państwowe i decyzje polityczne męża. Prezydent twierdził, że jego żona w rzeczywistości rządzi krajem, a on jest jedynie „nominalnym prezydentem”.
W 1909 Helen Taft miała wylew. W czasie jej niedyspozycji obowiązki pierwszej damy przejęły siostry prezydenta oraz jego córka. Nellie wróciła do zdrowia rok później. Porażka jej męża w wyborach w 1912 bardzo ją zasmuciła i zirytowała. Opuściła Biały Dom, nie żegnając się z personelem, i nie przyjęła zaproszenia od nowo wybranego prezydenta, Woodrowa Wilsona. Oboje zamieszkali w New Haven, gdzie William został profesorem na Uniwersytecie Yale. Po śmierci męża, w 1930, nie uczestniczyła już w życiu publicznym. Zmarła 22 maja 1943 i została pochowana na cmentarzu Narodowym w Arlington.

## Życie prywatne
Helen Herron wyszła za mąż za Williama Tafta 19 czerwca 1886 w Cincinnati. Para miała troje dzieci: Roberta (ur. 8 września 1889), Helen (ur. 1 sierpnia 1891) i Charlesa (ur. 20 września 1897).